# Kósztasz Mítroglu
Kósztasz Mítroglu (görög betűkkel: Κωνσταντίνος Μήτρογλου; Kavala, 1988. március 12. –) török származású görög válogatott labdarúgó, a görög Árisz Theszaloníkisz játékosa.

## Pályafutása

### Klubcsapatban
Az MSV Duisburg U19-es csapatában kezdte pályafutását, innen a Borussia Mönchengladbach U19-es csapatához került. Egy évvel később felkerült a Borussia Mönchengladbach II-höz. 2007-ben 200 000 €-ért leigazolta az Olimbiakósz csapata. 4 évet játszott az Olimbiakósznál, majd kölcsönadták előbb a  Panióniosz Athén, majd a Atrómitosz Athén csapatának.

### A válogatottban
13 mérkőzésen játszott.